# Fábio Faria
Fábio do Passo Faria, noto semplicemente come Fábio Faria (Vila do Conde, 24 aprile 1989), è un ex calciatore portoghese, di ruolo difensore.

## Caratteristiche tecniche
Giocava come difensore centrale.

## Carriera
Nato a Vila do Conde, ha iniziato la carriera nelle giovanili del Porto per poi passare nel 2007 al Rio Ave.
Esordisce fra i professionisti il 6 gennaio 2008 disputando da titolare l'incontro di Segunda Liga perso 1-0 contro il Feirense. La stagione successiva si conferma su buoni livelli in Primeira Liga diventando in breve tempo titolare al centro della difesa e guadagnando l'interesse del Benfica, che nel dicembre 2009 ne acquista il cartellino per 2 milioni di euro a partire dalla stagione seguente.
Esordisce con il Benfica il 2 gennaio 2011 disputando da titolare l'incontro di Taça da Liga vinto 2-0 contro il Marítimo. Dato lo scarso utilizzo, nel marcato invernale viene ceduto in prestito semestrale al Real Valladolid.
Rientrato dal prestito dopo aver disputato 7 incontri in Segunda División, trascorre la stagione 2011-2012 in prestito a Paços Ferreira e, da gennaio a giugno, al Rio Ave.
Il 4 febbraio, al termine di un match di Taça da Liga disputato contro la Moreirense, viene trasportato in ospedale a seguito di un problema cardiaco. Rimasto fermo per alcuni mesi, nel marzo 2013 annuncia il suo ritiro dal calcio all'età di 23 anni.

## Statistiche

### Presenze e reti nei club
Statistiche aggiornate al 9 Ottobre 2018.
| Stagione        | Squadra         | Campionato      | Campionato | Campionato | Coppe nazionali | Coppe nazionali | Coppe nazionali | Coppe continentali | Coppe continentali | Coppe continentali | Altre coppe | Altre coppe | Altre coppe | Totale | Totale | Totale |
| Stagione        | Squadra         | Comp            | Pres       | Reti       | Comp            | Pres            | Reti            | Comp               | Pres               | Reti               | Comp        | Pres        | Reti        | Pres   | Reti   |        |
| --------------- | --------------- | --------------- | ---------- | ---------- | --------------- | --------------- | --------------- | ------------------ | ------------------ | ------------------ | ----------- | ----------- | ----------- | ------ | ------ | ------ |
| 2008-2009       | Rio Ave         | LdH             | 2          | 0          | CP+CdL          | 0               | 0               |                    | -                  | -                  |             | -           | -           | 2      | 0      |        |
| 2009-2010       | Rio Ave         | PL              | 27         | 1          | CP+CdL          | 3+2             | 0               |                    | -                  | -                  |             | -           | -           | 32     | 1      |        |
| 2010-gen. 2011  | Benfica         | PL              | 0          | 0          | CP+CdL          | 0+1             | 0               | UCL+UEL            | 0                  | 0                  |             | -           | -           | 1      | 0      |        |
| gen.-giu. 2011  | Real Valladolid | SD              | 4          | 0          | CR              | 0               | 0               |                    | -                  | -                  |             | -           | -           | 4      | 0      |        |
| 2011-gen. 2012  | Paços Ferreira  | PL              | 7          | 0          | CP+CdL          | 1+1             | 0               |                    | -                  | -                  |             | -           | -           | 9      | 0      |        |
| gen.-giu. 2012  | Rio Ave         | PL              | 0          | 0          | CP+CdL          | 0+1             | 0               |                    | -                  | -                  |             | -           | -           | 1      | 0      |        |
| 2012-2013       | Benfica         | PL              | 0          | 0          | CP+CdL          | 0               | 0               | UCL+UEL            | 0                  | 0                  |             | -           | -           | 0      | 0      |        |
| Totale Rio Ave  | Totale Rio Ave  | Totale Rio Ave  | 29         | 1          |                 | 6               | 0               |                    | -                  | -                  |             | -           | -           | 35     | 1      |        |
| Totale carriera | Totale carriera | Totale carriera | 40         | 1          |                 | 9               | 0               |                    | 0                  | 0                  |             | -           | -           | 49     | 1      |        |

## Palmarès
- Coppa di Lega portoghese: 1

Benfica: 2010-2011